# مردم هان

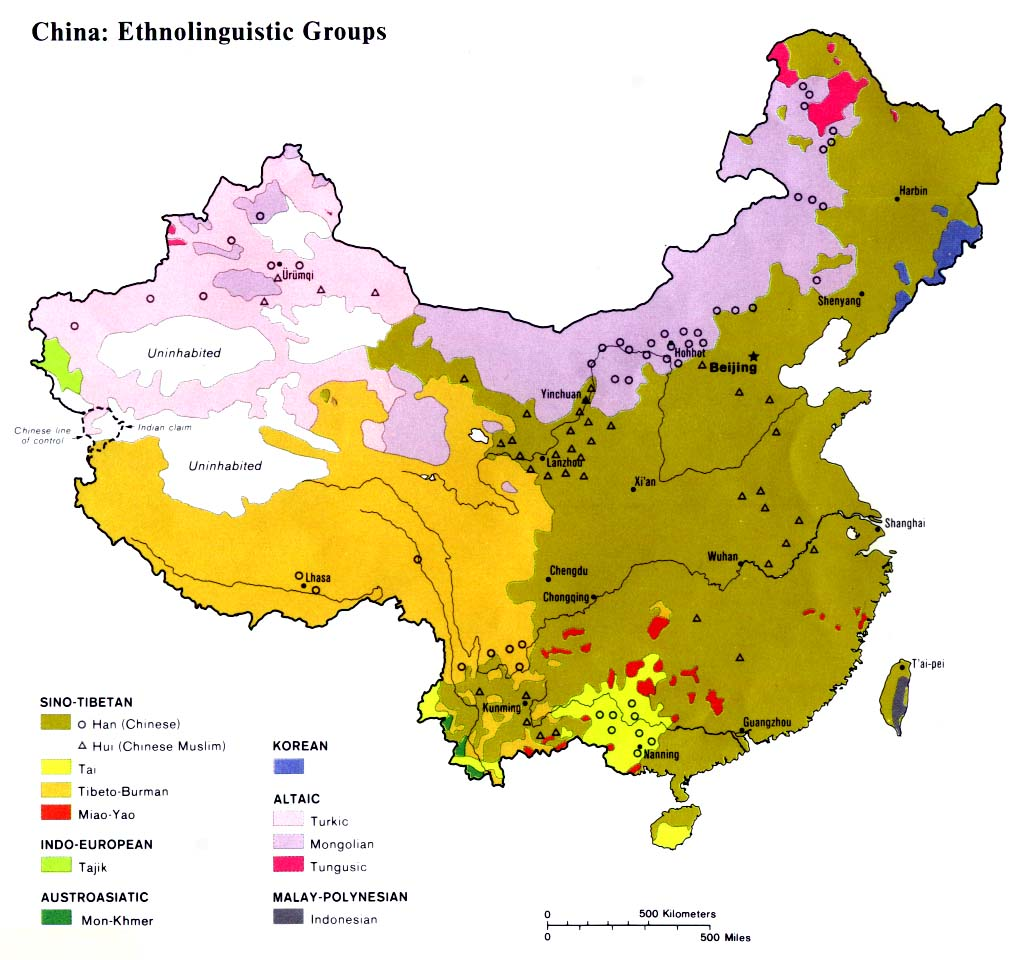
نقشه اقوام ساکن چین

مردم هان (به چینی: 漢族) یک گروه قومیتی بومی چین هستند که بزرگترین گروه قومی کره زمین محسوب می‌شوند.
هان‌ها حدود ۹۲٪ جمعیت چین و ۱۶٪ جمعیت کره زمین را تشکیل می‌دهند. تفاوت‌های زبانی، فرهنگی، اجتماعی و ژنتیکی قابل توجهی میان زیرگروه‌های قوم هان به چشم می‌خورد که حاصل ادغام قبایل و طوایف مختلف چینی در طول هزاران سال زندگی در کنار یک‌دیگر است.

## نام
این نام از دودمان هان گرفته شده که از ۲۰۶ (پیش از میلاد) تا ۲۲۰ (میلادی) حدود ۴۰۰ سال بر امپراتوری چین فرمانروایی می‌کرد.